# Italien ved vinter-OL 2022
Italien deltog i vinter-OL 2022 i Beijing, Kina i perioden 4. – 20. februar 2022.

## Medaljer
| 2022 Beijing | Guld | Sølv | Bronze | Total |
| Italien      | 2    | 7    | 8      | 17    |

### Medaljevindere
| Italien under vinter-OL 2022 i Beijing | Italien under vinter-OL 2022 i Beijing                                                              | Italien under vinter-OL 2022 i Beijing | Italien under vinter-OL 2022 i Beijing | Italien under vinter-OL 2022 i Beijing |
| Medalje                                | Navn                                                                                                | Sport                                  | Event                                  | Dato                                   |
| -------------------------------------- | --------------------------------------------------------------------------------------------------- | -------------------------------------- | -------------------------------------- | -------------------------------------- |
| Guld                                   | Arianna Fontana                                                                                     | Kortbaneløb på skøjter                 | Women's 500 metres                     | 7. februar                             |
| Guld                                   | Stefania Constantini Amos Mosaner                                                                   | Curling                                | Mixed double                           | 8. februar                             |
| Sølv                                   | Francesca Lollobrigida                                                                              | Hurtigløb på skøjter                   | 3000 meter-konkurrencen for kvinderne  | 5. februar                             |
| Sølv                                   | Arianna Fontana Arianna Valcepina Martina Valcepina Pietro Sighel Andrea Cassinelli Yuri Confortola | Kortbaneløb på skøjter                 | Mixed 2000 metre relay                 | 5. februar                             |
| Sølv                                   | Federica Brignone                                                                                   | Alpint skiløb                          | Women's giant slalom                   | 7. februar                             |
| Sølv                                   | Federico Pellegrino                                                                                 | Langrend                               | Men's sprint                           | 8. februar                             |
| Sølv                                   | Omar Visintin Michela Moioli                                                                        | Snowboarding                           | Mixed team snowboard cross             | 12. februar                            |
| Sølv                                   | Sofia Goggia                                                                                        | Alpint skiløb                          | Damernes styrtløb                      | 15. februar                            |
| Sølv                                   | Arianna Fontana                                                                                     | Kortbaneløb på skøjter                 | Women's 1500 metres                    | 16. februar                            |
| Bronze                                 | Dominik Fischnaller                                                                                 | Kælkning                               | Mændenes single                        | 6. februar                             |
| Bronze                                 | Omar Visintin                                                                                       | Snowboarding                           | Men's snowboard cross                  | 10. februar                            |
| Bronze                                 | Davide Ghiotto                                                                                      | Hurtigløb på skøjter                   | Men's 10,000 metres                    | 11. februar                            |
| Bronze                                 | Dorothea Wierer                                                                                     | Skiskydning                            | Damernes sprint                        | 11. februar                            |
| Bronze                                 | Nadia Delago                                                                                        | Alpint skiløb                          | Damernes styrtløb                      | 15. februar                            |
| Bronze                                 | Pietro Sighel Andrea Cassinelli Yuri Confortola Tommaso Dotti                                       | Kortbaneløb på skøjter                 | Men's 5000 metre relay                 | 16. februar                            |
| Bronze                                 | Federica Brignone                                                                                   | Alpint skiløb                          | Damernes Superkombination              | 17. februar                            |
| Bronze                                 | Francesca Lollobrigida                                                                              | Hurtigløb på skøjter                   | Women's mass start                     | 19. februar                            |